# A magyar kardvívó-csapatbajnokságok végeredményei
A magyar kardvívó-csapatbajnokság 1912-től kerül megrendezésre (a nők részére csak 1998-tól). A bajnokságot a Magyar Vívó Szövetség írja ki és rendezi meg. Korábban általában körmérkőzéses rendszerben, esetleg két vagy több nap alatt rendezték a bajnokságokat, de az utóbbi évtizedekben már kieséses rendszerben, egy napon.
A legtöbb bajnoki címet a férfiaknál a Vasas SC, a nőknél az Újpesti TE nyerte, 40-szer, illetve 8-szor győztek.

## A bajnokságok végeredményei

### Férfiak
1912
1. MAC, 2. Nemzeti VC, 3. Fővárosi VC, 4. MAFC, 5. BBTE, 6. BEAC és Vasúti és Hajózási Club
1913
1. Nemzeti VC, 2. MAC, 3. MAFC, 4. BBTE, 5. BEAC, 6. Wesselényi VC, a Vénfiúk VC visszalépett
1914
1. Nemzeti VC, 2. MAC, 3. MAFC, 4. BBTE, 5. BEAC, 6. MTK
1922
1. MAC, 2. MAFC, 3. MOVE Budapest SE, 4. BEAC, 5. Wesselényi VC
döntő: MAC-MAFC 9:7
1923
1. MOVE Budapest SE, 2. MAFC, 3. MAC, 4. BBTE, 5. Wesselényi VC, a Ferencvárosi TC és a BEAC visszalépett
1924
1. MAC, 2. BEAC, 3.Wesselényi VC, 4. BBTE, a Vénfiúk VC visszalépett
1925
1. MAC, 2. MAFC, 3. BEAC, 4. Wesselényi VC, 5. BBTE, 6. Nemzeti VC, 7. Vénfiúk VC, 8. VAC
1926
1. MAC, 2. Tisza István VC, 3. BEAC, 4. Wesselényi VC, 5. BBTE, 6. Nemzeti VC, 7. MAFC, 8. Vénfiúk VC
1927
1. Tisza István VC, 2. MAC, 3. BBTE, 4. MAFC, 5. Wesselényi VC, 6. BEAC, 7. Rendőrtiszti AC, 8. Nemzeti VC
1928
1. MAC, 2. Tiszti VC, 3. Tisza István VC, 4. BBTE, 5. Rendőrtiszti AC, 6. Wesselényi VC, 7. MAFC, 8. BEAC
1929
1. Nemzeti VC, 2. Rendőrtiszti AC, 3. MAC, 4. Tisza István VC, 5. Tiszti VC, 6. Wesselényi VC, 7. BBTE, 8. MAFC
1930
1. Tisza István VC, 2. MAC, 3. Rendőrtiszti AC, 4. Nemzeti VC (a négyes döntőben visszalépett), 5. Tiszti VC és Wesselényi VC, 7. BEAC, 8. BBTE
1931
1. MAC, 2. Rendőrtiszti AC, 3. Honvéd Tiszti VC (volt Tiszti VC), 4. Wesselényi VC, 5. Tisza István VC, 6. BEAC, 7. BSE, 8. Nemzeti VC
1932
1. MAC, 2. Honvéd Tiszti VK (volt Honvéd Tiszti VC), 3. Rendőrtiszti AC, 4. BSE, 5. BEAC, 6. Tisza István VC, 7. BBTE, 8. Wesselényi VC
1933
1. MAC, 2. Honvéd Tiszti VK, 3. Tisza István VC, 4. Rendőrtiszti AC, 5. BEAC, 6. BSE, 7. MTK, 8. BBTE
1934
1. MAC, 2. Rendőrtiszti AC, 3. Honvéd Tiszti VK, 4. BEAC, 5. Tisza István VC és BSE, 7. MTK, 8. Nemzeti VC
1935
1. MAC, 2. BEAC, 3. Honvéd Tiszti VK, 4. Rendőrtiszti AC, 5. BSE és MTK, 7. Ludovika Akadémia SE, 8. Tisza István VC
1936
1. MAC, 2. Honvéd Tiszti VK, 3. BEAC, 4. Újpesti TE, 5. Rendőrtiszti AC és MTK, 7. BSE, 8. Ludovika Akadémia SE
1937
1. Honvéd Tiszti VK, 2. MAC, 3. Újpesti TE, 4. BEAC, 5. MTK és Rendőrtiszti AC, 7. BSE, 8. Hungária VC
1938
1. MAC, 2. Honvéd Tiszti VK, 3. Újpesti TE, 4. BEAC, 5. BSE és MTK, 7. Rendőrtiszti AC, 8. MAFC
1939
1. Honvéd Tiszti VK, 2. MAC, 3. BEAC, 4. Újpesti TE, 5. BSE és Rendőrtiszti AC, 7. Postás SE, 8. MTK
1940
1. MAC, 2. Honvéd Tiszti VK, 3. BEAC, 4. Rendőrtiszti AC, 5. MAFC és BSE, 7. Postás SE, 8. Újpesti TE
1941
1. Honvéd Tiszti VK, 2. BEAC, 3. MAC, 4. MAFC, 5. Postás SE és BSE, 7. Rendőrtiszti AC, 8. Ganz TE
1942
1. MAC, 2. Honvéd Tiszti VK, 3. BEAC, 4. BBTE, 5. MAFC és Rendőrtiszti AC, 7. BSE, 8. Postás SE
1943
1. Honvéd Tiszti VK, 2. MAC, 3. BEAC, 4. BBTE, 5. MAFC és Rendőrtiszti AC, 7. BSE, 8. Ganz TE
1944
1. Honvéd Tiszti VK, 2. MAC, 3. BEAC, 4. BBTE, 5. Postás SE és Rendőrtiszti AC, 7. BSE, 8. MAFC
1946
1. Toldi Miklós SE, 2. Barátság VE, 3. Közalkalmazottak SE, 4. BEAC, indult még: Postás SE, Ganz TE, MAFC, BRE, Ferencvárosi TC, BSE, VAC, Szegedi AC
1947
1. Barátság VE, 2. Közalkalmazottak SE, 3. BEAC, 4. MAFC, indult még: Ganz TE, Postás SE
1948
1. Csepeli MTK, 2. Vasas SC (volt Barátság VE), 3. Ganz TE, 4. BEAC, indult még: Postás SE, MAFC, MOSZK, Újpesti TE, Közalkalmazottak SE (Anglia válogatottja versenyen kívül indult a döntőben, 3. helyen végzett)
1949
1. Csepeli MTK, 2. Vasas SC, 3. Postás SE, 4. Ganz TE, 5. Közalkalmazottak SE, 6. Újpesti TE, 7. Tudományegyetem MEFESZ, 8. MEFESZ TK
1950
1. Bp. Vasas (volt Vasas SC), 2. Bp. Honvéd, 3. Ganz TE, 4. Csepeli MTK, 5. Bp. Postás (volt Postás SE) és Bp. Lokomotív (volt BVSC), 7. Közalkalmazottak SE, 8. Bp. Dózsa (volt Újpesti TE), 9. Bp. MEFESZ
1951
A bajnokságot átszervezték, nem egyesületek, hanem területi csapatok indultak. Budapestet több csapat is képviselte, melyek a budapesti csapatbajnokság helyezettjei voltak.
1. Budapest I. (Bp. Honvéd), 2. Budapest II. (Bp. Petőfi – volt Közalkalmazottak SE), 3. Budapest III. (Bp. Vasas), 4. Borsod-Abaúj-Zemplén megye, indult még: Baranya megye, Győr-Sopron megye, Csongrád megye, Budapest IV. (Csepeli Vasas – volt Csepeli MTK)
1952
Ebben az évben szakszervezeti csapatok indultak a bajnokságban.
1. SZOT I., 2. Honvéd SE, 3. SZOT III., 4. SZOT IV., indult még: Haladás SE, Dózsa SE, SZOT II.
1953
Ebben az évben ismét területi csapatok indultak a bajnokságban.
1. Budapest II. (Bp. Vasas), 2. Budapest I. (Bp. Honvéd), 3. Budapest III. (Vasas Ganzvagon – volt Ganz TE), 4. Csongrád megye, indult még: Budapest IV. (Bp. Petőfi Tervhivatal – volt Bp. Petőfi), Borsod-Abaúj-Zemplén megye, Győr-Sopron megye, Nógrád–Heves megye, Bács-Kiskun–Szolnok megye, Fejér–Veszprém megye, Baranya megye, Hajdú-Bihar megye
1954
Ebben az évben ismét szakszervezeti csapatok indultak a bajnokságban.
1. Vörös Meteor SE, 2. Vasas SE, 3. Petőfi SE, 4. Lokomotív SE, indult még: Honvéd SE, Haladás SE, Szikra SE, Traktor SE, Építők SE, Dózsa SE
1955
Ebben az évben újra területi csapatok indultak a bajnokságban.
1. Budapest I. (Bp. Vasas), 2. Budapest III. (Bp. Törekvés – volt Bp. Lokomotív), 3. Budapest IV. (Bp. Vörös Meteor), 4. Budapest II. (Bp. Haladás), indult még: Baranya megye, Csongrád megye, Borsod-Abaúj-Zemplén megye, Szolnok megye, Győr-Sopron megye
1956
Ebben az évben újra szakszervezeti csapatok indultak a bajnokságban.
1. Vasas SE, 2. Vörös Meteor SE, 3. Törekvés SE, 4. Honvéd SE, 5. Bástya SE (volt Petőfi SE), 6. Dózsa SE, a Haladás SE visszalépett
1957
Ettől az évtől ismét egyesületek indultak a bajnokságban.
1. Bp. Vörös Meteor, 2. Bp. Honvéd, 3. Vasas SC (volt Bp. Vasas), 4. BVSC (volt Bp. Törekvés), 5. Bp. Petőfi (volt Bp. Bástya) és OSC, 7. Csepel SC (volt Csepeli Vasas), 8. Erdészeti Traktor
1958
1. Vasas SC, 2. Bp. Honvéd, 3. Bp. Vörös Meteor, 4. BVSC, 5. OSC és Bp. MEDOSZ, 7. Bp. Petőfi, 8. Csepel SC
1959
1. Bp. Honvéd, 2. Bp. Vörös Meteor, 3. Vasas SC, 4. OSC, indult még: BVSC, Bp. MEDOSZ, Betonútépítők SC, a Bp. Petőfi nem indult el
1960
1. Vasas SC, 2. Bp. Vörös Meteor, 3. Bp. Honvéd, 4. OSC, 5. BVSC és Bp. MEDOSZ, 7. Betonútépítők SC, 8. Angyalföldi SI
1961
1. Vasas SC, 2. Bp. Honvéd, 3. BVSC, 4. OSC, 5. Bp. Vörös Meteor és Csepel SC, 7. Bp. MEDOSZ, 8. Betonútépítők SC
1962
1. Vasas SC, 2. Bp. Honvéd, 3. OSC, 4. BVSC, indult még: Bp. MEDOSZ, Csepel SC, Szegedi Postás, a Bp. Vörös Meteor visszalépett
1963
1. Vasas SC, 2. Bp. Honvéd, 3. OSC, 4. Újpesti Dózsa, indult még: BVSC, Bp. MEDOSZ, Szegedi Postás, a Csepel SC nem indult el
1964
1. Vasas SC, 2. Bp. Honvéd, 3. OSC, 4. BVSC, 5. Bp. Vörös Meteor és Újpesti Dózsa, 7. Bp. MEDOSZ, 8. Szegedi Postás
1965
1. Vasas SC, 2. Bp. Honvéd, 3. OSC, 4. BVSC, 5. Újpesti Dózsa, 6. Bp. Vörös Meteor, 7. Bp. MEDOSZ, 8. Veszprémi Haladás
1966
1. Vasas SC, 2. Bp. Honvéd, 3. OSC, 4. BVSC, 5. Újpesti Dózsa és Bp. Vörös Meteor, 7. Szegedi Postás, 8. Bp. MEDOSZ
1967
1. Vasas SC, 2. Bp. Honvéd, 3. BVSC, 4. Bp. Vörös Meteor, 5. Újpesti Dózsa, 6. OSC, 7. Szegedi Postás, 8. Elektromos SE
1968
1. Bp. Honvéd, 2. Vasas SC, 3. Újpesti Dózsa, 4. BVSC, 5. OSC, 6. Csepel SC, 7. Bp. Vörös Meteor, 8. Szegedi Postás
1969
1. Vasas SC, 2. Bp. Honvéd, 3. Újpesti Dózsa, 4. OSC, 5. BVSC, 6. Csepel SC, 7. Bp. Vörös Meteor, 8. Veszprémi Vegyész
1970
1. Vasas SC, 2. Bp. Honvéd, 3. Újpesti Dózsa, 4. BVSC, 5. OSC, 6. Csepel SC, 7. Bp. Vörös Meteor, 8. Szegedi Postás
1971
1. Vasas SC, 2. Bp. Honvéd, 3. BVSC, 4. Újpesti Dózsa, 5. OSC, 6. Egri Vörös Meteor, 7. Csepel SC, 8. VM Egyetértés (volt Bp. Vörös Meteor)
1972
1. Vasas SC, 2. Bp. Honvéd, 3. Újpesti Dózsa, 4. BVSC, 5. Csepel SC, 6. OSC, 7. Egri Vörös Meteor, 8. Szegedi Postás
1973
1. Vasas SC, 2. Újpesti Dózsa, 3. Bp. Honvéd, 4. BVSC, 5. BSE (volt Bp. Petőfi), 6. Csepel SC, 7. Egri Vörös Meteor, 8. OSC
1974
1. BVSC, 2. Bp. Honvéd, 3. Vasas SC, 4. Újpesti Dózsa, 5. BSE, 6. Egri Dózsa (volt Egri Vörös Meteor), 7. Szegedi Postás, 8. Csepel SC
1975
1. Vasas SC, 2. Újpesti Dózsa, 3. Bp. Honvéd, 4. BVSC, 5. BSE, 6. OSC, 7. Egri Dózsa, 8. Szegedi Postás
1976
1. Újpesti Dózsa, 2. Vasas SC, 3. BVSC, 4. Bp. Honvéd, 5. BSE, 6. OSC, 7. Egri Dózsa, 8. Diósgyőri VTK
1977
1. Vasas SC, 2. Újpesti Dózsa, 3. Bp. Honvéd, 4. BSE, 5. BVSC, 6. Haladás VSE, 7. OSC, 8. Egri Dózsa
1978
1. Vasas SC, 2. Bp. Honvéd, 3. Újpesti Dózsa, 4. BSE, 5. BVSC, 6. OSC, 7. Diósgyőri VTK, 8. Haladás VSE
1979
1. Újpesti Dózsa, 2. Bp. Honvéd, 3. Vasas SC, 4. BVSC, 5. BSE, 6. OSC, 7. Ózdi Kohász, 8. Diósgyőri VTK
1980
1. Vasas SC, 2. Bp. Honvéd, 3. Újpesti Dózsa, 4. BVSC, 5. BSE, 6. Ózdi Kohász, 7. OSC, 8. MTK-VM (volt MTK és VM Egyetértés)
1981
1. Bp. Honvéd, 2. Újpesti Dózsa, 3. Vasas SC, 4. BVSC, 5. BSE, 6. OSC, 7. Ózdi Kohász, 8. MEDOSZ Erdért SE
1982
1. Bp. Honvéd, 2. Vasas SC, 3. Újpesti Dózsa, 4. BVSC, 5. Ózdi Kohász, 6. BSE, 7. Szolnoki MÁV MTE, 8. OSC
1983
1. Bp. Honvéd, 2. Újpesti Dózsa, 3. Vasas SC, 4. BSE, 5. BVSC, 6. Ózdi Kohász, 7. Szolnoki MÁV MTE, 8. MTK-VM
1984
1. Bp. Honvéd, 2. Újpesti Dózsa, 3. Vasas SC, 4. BSE, 5. MTK-VM, 6. OSC, 7. Diósgyőri VTK, 8. BVSC, 9. Eger SE (volt Egri Dózsa), 10. Gödöllői EAC, 11. Szolnoki MÁV MTE, 12. Ózdi Kohász
1985
1. Újpesti Dózsa, 2. Bp. Honvéd, 3. Vasas SC, 4. BSE, 5. OSC, 6. Diósgyőri VTK, 7. MTK-VM, 8. BVSC, 9. Szentendrei VE, 10. MEDOSZ Erdért SE, 11. Eger SE, 12. Gödöllői EAC
1986
1. Bp. Honvéd, 2. Újpesti Dózsa, 3. Vasas SC, 4. BVSC, 5. BSE, 6. MTK-VM, 7. OSC, 8. Diósgyőri VTK, 9. Szentendrei VE, 10. Csepel SC, a Szolnoki MÁV MTE visszalépett, a MEDOSZ Erdért SE kizárva
1987
1. Újpesti Dózsa, 2. Bp. Honvéd, 3. Vasas SC, 4. BVSC, 5. MTK-VM, 6. OSC, 7. BSE, 8. Eger SE, 9. Diósgyőri VTK, 10. Csepel SC, 11. Szentendrei VE, 12. Haladás VSE, 13. MEDOSZ Erdért SE
1988
1. Újpesti Dózsa, 2. Vasas SC, 3. Bp. Honvéd, 4. OSC, 5. BSE, 6. BVSC, 7. Diósgyőri VTK, 8. Eger SE, 9. Hungária SE, 10. Csepel SC, 11. Debreceni MVSC 
1989
1. Újpesti Dózsa, 2. Vasas SC, 3. Bp. Honvéd, 4. BVSC, 5. BSE, 6. OSC, 7. Diósgyőri VTK, 8. Eger SE, 9. Csepel SC, 10. Hungária SE, 11. Haladás VSE és Gyulai SE
1990
1. Bp. Honvéd, 2. Újpesti Dózsa, 3. Vasas SC, 4. BSE, 5. Gödöllői EAC, 6. BVSC, 7. Diósgyőri VTK, 8. Eger SE, 9. Pécsi EAC
1991
1. Bp. Honvéd, 2. Újpesti TE (volt Újpesti Dózsa), 3. Vasas SC, 4. BSE, 5. Diósgyőri VTK, 6. Gödöllői EAC, 7. BVSC, 8. Orosházi MTK, 9. Eger SE, 10. Piremon SE
1992
1. Bp. Honvéd, 2. Újpesti TE, 3. BSE, 4. Vasas SC, 5. Gödöllői EAC, 6. Diósgyőri VTK, 7. BVSC, 8. Piremon SE
1993
1. Újpesti TE, 2. Vasas SC, 3. Bp. Honvéd, 4. BSE, 5. BVSC, 6. Gödöllői EAC, 7. Orosházi MTK, 8. Diósgyőri VE (volt Diósgyőri VTK), 9. Zalaegerszegi VE, 10. MÁV Nagykanizsai TE, 11. Piremon SE, 12. Eger SE, 13. MEDOSZ Erdért SE
1994
1. Újpesti TE, 2. Bp. Honvéd, 3. Vasas SC, 4. BSE, 5. BVSC, 6. OSC, 7. Veszprém-Dózsavárosi DSE, 8. Orosházi MTK, 9. Gödöllői EAC, 10. Piremon SE, 11. Zalaegerszegi VE, 12. MÁV Nagykanizsai TE, 13. Soproni MAFC
1995
1. BSE, 2. Újpesti TE, 3. Vasas SC, 4. Bp. Honvéd, 5. BVSC, 6. Gödöllői EAC, 7. Veszprém-Dózsavárosi DSE, 8. OSC
1996
1. BSE, 2. BVSC, 3. Újpesti TE, 4. Vasas SC, 5. Gödöllői EAC, 6. Veszprém-Dózsavárosi DSE, 7. Bp. Honvéd, 8. Orosházi MTK
1997
1. BSE, 2. Újpesti TE, 3. Vasas SC, 4. BVSC, 5. Bp. Honvéd, 6. Gödöllői EAC, 7. Veszprém-Dózsavárosi DSE, 8. Orosházi MTK
1998
1. BSE, 2. Vasas SC, 3. BVSC, 4. Újpesti TE, 5. Gödöllői EAC, 6. Veszprém-Dózsavárosi DSE, 7. Bp. Honvéd, 8. Orosházi MTK
1999
1. Vasas SC, 2. BSE, 3. Újpesti TE, 4. BVSC, 5. Bp. Honvéd, 6. Gödöllői EAC
2000
1. Vasas SC, 2. BSE, 3. BVSC, 4. Bp. Honvéd, 5. Újpesti TE, 6. Gödöllői EAC, 7. Veszprém-Dózsavárosi DSE, 8. Soproni LVE
2001
1. Vasas SC, 2. Bp. Honvéd, 3. BSE, 4. Gödöllői EAC, 5. Újpesti TE, 6. BVSC
2002
1. Vasas SC, 2. BSE, 3. Bp. Honvéd, 4. Gödöllői EAC, 5. Újpesti TE, 6. Kárpáti Rudolf VK
2003
1. Bp. Honvéd, 2. Vasas SC, 3. Gödöllői EAC, 4. BSE, 5. Kárpáti Rudolf VK, 6. Újpesti TE
2004
1. BSE, 2. Vasas SC, 3. Újpesti TE, 4. Gödöllői EAC, 5. Bp. Honvéd, 6. Kárpáti Rudolf VK
2005
1. Bp. Honvéd, 2. BSE, 3. Vasas SC, 4. Gödöllői EAC, 5. Csata DSE, 6. Kárpáti Rudolf VK
2006
1. Vasas SC, 2. Bp. Honvéd, 3. BSE, 4. Budavári VE, 5. Veszprém-Dózsavárosi DSE, 6. Gödöllői EAC
2007
1. Vasas SC, 2. BSE, 3. Gödöllői EAC, 4. Kárpáti Rudolf VK, 5. BVSC, 6. Vasas SC II., 7. Budavári VE, 8. Diák VE Szigetszentmiklós, indult még: Újpesti TE, Szigetszentmiklósi TE, BSE II., MÁV Nagykanizsai TE, Debreceni EAC, Sárvári VSE, Veszprém-Dózsavárosi DSE, Főnix
2008
1. Vasas SC, 2. BSE, 3. Gödöllői EAC, 4. Újpesti TE, 5. BVSC, 6. Diák VE Szigetszentmiklós, 7. Vasas SC II., 8. Kárpáti Rudolf VK, 9. Budavári VE, 10. Szigetszentmiklósi TE, 11. Kárpáti Rudolf VK II., 12. Sárvári VSE, 13. Veszprém-Dózsavárosi DSE, 14. MÁV Nagykanizsai TE, 15. Debreceni EAC, 16. Debreceni Honvéd SE-PMD
2009
1. Vasas SC, 2. BVSC, 3. Újpesti TE, 4. Gödöllői EAC, 5. Kertvárosi VSE, 6. Kárpáti Rudolf VK, 7. Vasas SC II., 8. BSE, 9. Újpesti TE II., 10. Gödöllői EAC II., 11. Debreceni EAC, 12. Sárvári VSE, 13. Veszprém-Dózsavárosi DSE, 14. Budavári VE
2010
1. Vasas SC, 2. Gödöllői EAC, 3. BVSC, 4. Újpesti TE, 5. Vasas SC II., 6. Diák VE Szigetszentmiklós, 7. BSE, 8. BSE II., 9. Kárpáti Rudolf VK, 10. Kertvárosi VSE, 11. Újpesti TE II., 12. Soproni LVE, 13. Veszprém-Dózsavárosi DSE
2011
1. Gödöllői EAC, 2. Vasas SC, 3. Vasas SC II., 4. BVSC, 5. BSE, 6. Újpesti TE, 7. Kárpáti Rudolf VK, 8. Diák VE Szigetszentmiklós, 9. Veszprém-Dózsavárosi DSE
2012
1. Vasas SC, 2. Gödöllői EAC, 3. Vasas SC II., 4. BVSC, 5. Diák VE Szigetszentmiklós, 6. BSE, 7. BSE II., 8. BVSC II., 9. Újpesti TE, 10. Kárpáti Rudolf VK, 11. Veszprém-Dózsavárosi DSE
2013
1. Vasas SC, 2. Gödöllői EAC, 3. Vasas SC II., 4. BVSC, 5. BSE-Pézsa Tibor Vívóakadémia, 6. BVSC II., 7. BSE, 8. Nagykanizsai TE 1866, 9. Diák VE Szigetszentmiklós, 10. Kárpáti Rudolf VK, 11. Újpesti TE, 12. Veszprém-Dózsavárosi DSE, 13. Soproni LVE
2014
1. Vasas SC, 2. Vasas SC II., 3. Gödöllői EAC, 4. BVSC, 5. MTK, 6. Újpesti TE, 7. BVSC II., 8. Gödöllői EAC II., 9. TFSE, 10. Diák VE Szigetszentmiklós, 11. Soproni LVE, 12. Veszprém-Dózsavárosi DSE
2015
1. Vasas SC, 2. Gödöllői EAC, 3. Vasas SC II., 4. MTK, 5. BVSC, 6. Újpesti TE, 7. Waterfront SE, 8. TFSE, 9. Gödöllői EAC II., 10. Debreceni Honvéd SE-PMD, 11. MTK II., 12. Nagykanizsai TE 1866, 13. Nemzeti Közszolgálati Egyetem SE, 14. Soproni LVE, 15. Veszprém-Dózsavárosi DSE
2016
1. Vasas SC, 2. Gödöllői EAC, 3. MTK, 4. Újpesti TE, 5. BVSC, 6. Waterfront SE, 7. Diák VE Szigetszentmiklós, 8. BVSC II., 9. Debreceni Honvéd SE-PMD, 10. TFSE, 11. Kárpáti Rudolf VK, 12. Újpesti TE II., 13. Gödöllői EAC II., 14. Waterfront SE II., 15. Soproni LVE, 16. Nemzeti Közszolgálati Egyetem SE, 17. Veszprém-Dózsavárosi DSE
2017
1. Vasas SC, 2. Kertvárosi VSE, 3. MTK, 4. Újpesti TE, 5. Gödöllői EAC, 6. BVSC, 7. Diák VE Szigetszentmiklós, 8. Waterfront SE, 9. Gödöllői EAC II., 10. TFSE, 11. Terézvárosi DVE, 12. Kárpáti Rudolf VK, 13. Veszprém-Dózsavárosi DSE
2018
1. MTK, 2. Vasas SC, 3. Gödöllői EAC, 4. Újpesti TE, 5. Kertvárosi VSE, 6. BVSC, 7. TFSE, 8. Kárpáti Rudolf VK, 9. Bp. Honvéd, 10. Terézvárosi DVE, 11. Újpesti TE II., 12. BVSC II., 13. Gödöllői EAC II., 14. Veszprém-Dózsavárosi DSE, 15. Waterfront SE
2019
1. Vasas SC, 2. Újpesti TE, 3. MTK, 4. BVSC, 5. Gödöllői EAC, 6. Bp. Honvéd, 7. Újpesti TE II., 8. Diák VE Szigetszentmiklós, 9. Kertvárosi VSE, 10. TFSE, 11. Nagykanizsai TE 1866, 12. Kárpáti Rudolf VK, 13. Terézvárosi DVE, 14. Veszprém-Dózsavárosi DSE
2020
1. Vasas SC, 2. MTK, 3. Újpesti TE, 4. Gödöllői EAC, 5. Újpesti TE II., 6. BVSC, 7. Bp. Honvéd, 8. Vasas SC II., 9. Kertvárosi VSE, 10. Interfencing Debrecen SC, 11. TFSE, 12. Nagykanizsai TE 1866, 13. Gödöllői EAC II., 14. BSE, 15. Terézvárosi DVE
2021
1. MTK, 2. Vasas SC, 3. MATE-Gödöllői EAC, 4. Újpesti TE, 5. Újpesti TE II., 6. Kertvárosi VSE, 7. Bp. Honvéd, 8. Interfencing Debrecen SC, 9. BVSC, 10. TFSE, 11. Vasas SC II., 12. TFSE II., 13. Gödöllői EAC II., 14. Nagykanizsai TE 1866
2022
1. MTK, 2. MATE-Gödöllői EAC, 3. Vasas SC, 4. Kertvárosi VSE, 5. Debreceni EAC (volt Interfencing Debrecen SC), 6. TFSE, 7. Újpesti TE, 8. BVSC, 9. Vasas SC II., 10. Újpesti TE II., 11. BVSC II., 12. Terézvárosi DVE, 13. MATE-Gödöllői EAC II., 14. Nagykanizsai TE 1866, 15. VSE Dunakeszi
2024
1. Vasas SC, 2. TFSE, 3. Újpesti TE, 4. Kertvárosi VSE, 5. Debreceni EAC, 6. MTK, 7. MATE-Gödöllői EAC, 8. Újpesti TE II., 9. BVSC, 10. Terézvárosi DVE, 11. Törökbálinti Gerevich Aladár VE, 12. MATE-Gödöllői EAC II., 13. Kertvárosi VSE II., 14. Metropolis VC, 15. Nagykanizsai TE 1866

### Nők
1998
1. Újpesti TE, 2. Bp. Honvéd, 3. MÁV Nagykanizsai TE, 4. BSE, 5. BVSC, 6. Gödöllői EAC, 7. OSC, 8. Veszprém-Dózsavárosi DSE
1999
1. Bp. Honvéd, 2. Újpesti TE, 3. BSE, 4. BVSC, 5. MÁV Nagykanizsai TE, 6. Gödöllői EAC
2000
1. Bp. Honvéd, 2. Újpesti TE, 3. BSE, 4. MÁV Nagykanizsai TE, 5. BVSC, 6. Gödöllői EAC, 7. Soproni LVE, 8. Veszprém-Dózsavárosi DSE
2001
1. Újpesti TE, 2. Bp. Honvéd, 3. BSE, 4. MÁV Nagykanizsai TE, 5. BVSC, 6. Gödöllői EAC
2002
1. Újpesti TE, 2. BSE, 3. Bp. Honvéd, 4. Gödöllői EAC, 5. MÁV Nagykanizsai TE, 6. Soproni LVE
2003
1. Újpesti TE, 2. BSE, 3. Csata DSE-Csepel SC, 4. Gödöllői EAC, 5. Vasas SC, 6. MÁV Nagykanizsai TE
2004
1. Újpesti TE, 2. BSE, 3. Csata DSE-Csepel SC, 4. Vasas SC, 5. Gödöllői EAC, 6. Szigetszentmiklósi TE
2005
1. Újpesti TE, 2. Csata DSE, 3. BSE, 4. Gödöllői EAC, 5. Vasas SC, 6. Szigetszentmiklósi TE
2006
1. Újpesti TE, 2. Gödöllői EAC, 3. Csata DSE, 4. BSE, 5. Szigetszentmiklósi TE, 6. MÁV Nagykanizsai TE
2007
1. Újpesti TE, 2. Vasas SC, 3. Gödöllői EAC, 4. BVSC, 5. MÁV Nagykanizsai TE, 6. BSE, 7. Veszprém-Dózsavárosi DSE, 8. Budavári VE
2008
1. Gödöllői EAC, 2. Újpesti TE, 3. Vasas SC, 4. BVSC, 5. BSE, 6. MÁV Nagykanizsai TE, 7. Újpesti TE II., 8. Budavári VE, 9. Debreceni Honvéd SE-PMD, 10. Veszprém-Dózsavárosi DSE
2009
1. BSE, 2. Gödöllői EAC, 3. Vasas SC, 4. BVSC, 5. Újpesti TE, 6. MÁV Nagykanizsai TE, 7. Kárpáti Rudolf VK, 8. Budavári VE, 9. Veszprém-Dózsavárosi DSE
2010
1. BSE, 2. BVSC, 3. Gödöllői EAC, 4. Újpesti TE, 5. Diák VE Szigetszentmiklós, 6. Újpesti TE II., 7. Kárpáti Rudolf VK, 8. Veszprém-Dózsavárosi DSE
2011
1. BVSC, 2. BSE, 3. Újpesti TE, 4. Gödöllői EAC, 5. Kárpáti Rudolf VK, 6. Diák VE Szigetszentmiklós, 7. Veszprém-Dózsavárosi DSE
2012
1. BVSC, 2. BSE, 3. Újpesti TE, 4. BVSC II., 5. Kárpáti Rudolf VK, 6. Veszprém-Dózsavárosi DSE
2013
1. BSE, 2. BVSC, 3. BVSC II., 4. Újpesti TE, 5. Gödöllői EAC, 6. Vasas SC, 7. Nagykanizsai TE 1866, 8. Veszprém-Dózsavárosi DSE, 9. Kárpáti Rudolf VK, 10. Soproni LVE
2014
1. BVSC, 2. MTK, 3. BVSC II., 4. Kárpáti Rudolf VK, 5. Újpesti TE, 6. Nagykanizsai TE 1866, 7. Gödöllői EAC
2015
1. BVSC, 2. MTK, 3. Újpesti TE, 4. Kárpáti Rudolf VK, 5. BVSC II., 6. TFSE, 7. Vasas SC, 8. Nagykanizsai TE 1866
2016
1. Vasas SC, 2. BVSC, 3. MTK, 4. BVSC II., 5. Kárpáti Rudolf VK, 6. Újpesti TE, 7. Debreceni Honvéd SE-PMD, 8. Nagykanizsai TE 1866, 9. TFSE, 10. Veszprém-Dózsavárosi DSE
2017
1. MTK, 2. BVSC, 3. Vasas SC, 4. TFSE, 5. Újpesti TE, 6. Kárpáti Rudolf VK, 7. Gödöllői EAC, 8. BVSC II., 9. TFSE II., 10. Veszprém-Dózsavárosi DSE
2018
1. BVSC, 2. Bp. Honvéd, 3. MTK, 4. Vasas SC, 5. Kárpáti Rudolf VK, 6. Újpesti TE, 7. TFSE, 8. Gödöllői EAC. 9. BVSC II., 10. Nagykanizsai TE 1866, 11. Veszprém-Dózsavárosi DSE
2019
1. BVSC, 2. Bp. Honvéd, 3. Vasas SC, 4. Kárpáti Rudolf VK, 5. Interfencing Debrecen SC, 6. Gödöllői EAC, 7. MTK, 8. Újpesti TE
2020
1. Bp. Honvéd, 2. BVSC, 3. Vasas SC, 4. Újpesti TE, 5. Interfencing Debrecen SC, 6. BVSC II., 7. Vasas SC II., 8. Bp. Honvéd II.
2021
1. Vasas SC, 2. BVSC, 3. Vasas SC II., 4. Újpesti TE, 5. Bp. Honvéd, 6. Interfencing Debrecen SC, 7. Nyíregyházi VSC
2022
1. Vasas SC, 2. Debreceni EAC (volt Interfencing Debrecen SC), 3. BVSC, 4. Kertvárosi VSE, 5. Törökbálinti Gerevich Aladár VE, 6. Újpesti TE, 7. Debreceni EAC II., 8. BVSC II., 9. VSE Dunakeszi
2024
1. Vasas SC, 2. BVSC, 3. Kertvárosi VSE, 4. Debreceni EAC, 5. Törökbálinti Gerevich Aladár VE, 6. BVSC II., 7. Újpesti TE, 8. Metropolis VC, 9. Nagykanizsai TE 1866